# تانغ وانغ يب
تانغ وانغ يب (بالصينية: 鄧宏業) هو دراج صيني، ولد في 5 يونيو 1984.

## وصلات خارجية
- تانغ وانغ يب على موقع الاتحاد الدولي للدراجات (الإنجليزية)
- تانغ وانغ يب على موقع أرشيف الدراجات (الإنجليزية)
- تانغ وانغ يب على موقع إحصائيات الدراجات الإحترافية (الإنجليزية)
- تانغ وانغ يب على موقع نسبة الدراجات (الإنجليزية)
- تانغ وانغ يب على موقع CycleBase (الإنجليزية)